# Static Age
Static Age es el cuarto álbum de estudio de la banda estadounidense The Misfits, publicado en su totalidad el 15 de julio de 1997, aunque fue grabado en 1978.

## Historia
En agosto de 1977, The Misfits lanzó 500 copias de su primer sencillo Cough/Cool en su propia discográfica, Blank Records. Poco después, Mercury Records emitió un disco de la banda Pere Ubu en su nueva subsidiaria a la que casualmente también llamó Blank Records, desconociendo la existencia de su homónima. Para evitar conflictos legales, Mercury le dio a Misfits 30 horas de grabación en el estudio C.I. Recording, Inc de manera gratuita. A pesar del poco tiempo, la banda se las ingenió para grabar un total de 17 canciones y mezclar 14 de ellas.
Las sesiones de grabación pronto serían conocidas como las "sesiones de Static Age" pero el álbum no pudo ser emitido en su totalidad dada la falta de interés de las discográficas importantes en el material. Con el tiempo, este hecho se convertiría en una suerte de ironía por la influencia mundial que tendría Misfits en el punk y el heavy metal.
A pesar de no poder emitirse el disco en sí, todos los temas a excepción de uno fueron lanzados en sencillos y recopilaciones a lo largo del tiempo. La sutil diferencia en el sonido de las versiones emitidas en el Box Set y en Static Age de las emitidas en Legacy of Brutality y Collection II radica en que se trata de dos copias distintas de las mezclas, la primera guardada por el guitarrista Franché Coma y la segunda por el vocalista Glenn Danzig.
La primera emisión de temas de las sesiones fue en el EP Bullet donde fueron incluidas las canciones "Bullet", "We Are 138", "Attitude" y "Hollywood Babylon". Sin embargo, el subsiguiente cambio de alineación por las llegadas de Bobby Steele y Joey Image en reemplazo de Mr. Jim y Franché Coma además del siempre latente deseo de Danzig por grabar nuevo material condenaron al resto de los temas al olvido de la banda.
La única excepción a la regla fue "Last Caress", una mezcla singular de Rock de los '50 y nihilismo punk, que se lanzó en el EP Beware de 1980, según se dice por idea de Bobby Steele. Con el tiempo, el tema se convirtió en un clásico de Misfits y fue grabado por Metallica en un cover que ayudó a la expansión comercial del grupo.
En 1986, tres años después de la separación de la banda, se lanzó el recopilatorio Legacy of Brutality gracias al cual vieron la luz por primera vez los temas "Static Age", "TV Casualty", "Hybrid Moments", "Come Back", "Some Kinda Hate", "Theme For a Jackal", "Angelfuck", "She" y "Spinal Remains"; todos grabados en las sesiones de Static Age. Poco después, Danzig incluyó "She", "Hollywood Babylon", y "Bullet" en el recopilatorio Collection I que contribuyó a cambiar la imagen de banda hardcore que se había ganado Misfits con su antiguo material.
En 1996, se emitió el Box Set en el cual se incluyeron todas las canciones de la banda, incluyendo a las de las sesiones de Static Age, exceptuando solamente las del álbum Walk Among Us. Finalmente, un año más tarde se compilaron todos los temas grabados en dicha sesión para lanzarlos al mercado en un CD que incluía el tema "In the Doorway", no emitido anteriormente por la falta de dinero para mezclarlo, y las versiones de Franché Coma de "She" y "Spinal Remains". Como bonus, se agregaron dos pistas ocultas, la primera conocida como "Studios Screws Up" donde se escuchan diferentes partes de la grabación en el estudio, y la segunda se trata de una versión extendida de "TV Casualty".

## Listado de temas
Todas las canciones compuestas y escritas por Glenn Danzig.
1. "Static Age" – 1:46
2. "TV Casualty" – 2:23
3. "Some Kinda Hate" – 2:00
4. "Last Caress" – 1:55
5. "Return of the Fly" – 1:34
6. "Hybrid Moments" – 1:40
7. "We Are 138" – 1:40
8. "Teenagers from Mars" – 2:48
9. "Come Back" – 4:57
10. "Angelfuck" – 1:36
11. "Hollywood Babylon" – 2:17
12. "Attitude" – 1:28
13. "Bullet" – 1:36
14. "Theme for a Jackal" – 2:35
15. "She" – 1:22
16. "Spinal Remains" – 1:24
17. "In the Doorway" – 1:24

## Personal
- Glenn Danzig - voz
- Franché Coma - guitarra eléctrica
- Jerry Only - bajo eléctrico
- Mr. Jim - batería